# O Aleijadinho
O Aleijadinho é um filme documentário brasileiro de 1978, dirigido por Joaquim Pedro de Andrade e narrado por Ferreira Gullar.
Este filme conta a história de Antônio Francisco Lisboa, o Aleijadinho, um dos maiores artistas barrocos de todos os tempos que era portador de uma doença gravíssima, a lepra. 